# Горби, Сара
Сара Горби (настоящая фамилия Го́рбач, идиш שׂרה גאָרבי‎, фр. Sarah Gorby; 1900, Кишинёв — 1980, Париж) — французская эстрадная певица (контральто), шансонье. Популярная исполнительница еврейских песен, русских и цыганских романсов, эстрадных произведений румынских, французских и советских композиторов.

## Биография

### Перед войной
Родилась в Кишинёве в 1900 году, была вторым ребёнком в многодетной семье Зейлика Хаимовича Горбача (родом из Староушицы) и его жены Бейлы Кипельман. В возрасте 17 лет уехала учиться вокальному мастерству в Яссы. После окончания Ясской консерватории вышла замуж за газетного издателя Иосифа Гольдштейна, много старше её. Согласно легенде, одним из условий планировавшей певческую карьеру Сары Горби было не иметь детей, чтобы не потерять голос, как в своё время случилось с матерью Сары, у которой было 7 детей. После свадьбы супруги переехали в Рим, а затем в Париж, где и осели. Вплоть до начала Второй мировой войны они каждый год посещали Яссы (где жила мать певицы), иногда с концертной программой.
Сара, уже тогда выступая под сценическим псевдонимом Горби, стала популярной прежде всего в Латинской Америке (в то время её основной концертной площадке), а затем в Соединенных Штатах (куда она впервые приехала в декабре 1935 года, и вновь весной 1936 года, после чего её гастроли в США стали регулярными) как «интернациональная певица», то есть исполнительница, поющая на иностранных языках (в репертуаре певицы были песни на 9 языках). Так, 14 декабря 1935 года певица выступила на балу, которое устроило Дамское общество помощи музыкантам и артистам в отеле «Шерман-сквер» (Sherman Square Hotel) в Нью-Йорке. 5 апреля 1936 года в отеле «Интер Стайвесант» (Inter-Stuyvesant Hotel) Дамское общество помощи музыкантам и артистам организовало «интимный вечер» Сары Горби.

### Военные годы
В 1940 году Сара Горби с мужем покинули Париж и бежали на Гаити, через несколько лет в США. Здесь певица продолжила выступления с программами еврейской песни и русского романса.
Так, согласно повременной русскоязычной прессе Нью-Йорка, 21 ноября 1944 года она выступила в «Бруклинской академии музыки» (Brooklyn Academy of Music) в концерте народной музыки и песен Восточной Европы. 14 мая 1945 года состоялся «прощальный», как он был объявлен, концерт Насти Поляковой. Он прошёл в «Клаб хаузе» (Club House) и собрал целое созвездие артистов: Люда Бокал, Сара Горби, Маруся Сава, Ю. Василевский, Ф. Заркевич, А. Кузнецов, Л. Кальбус, С. Караваев (конферанс), М. Мишон, В. Фомин, Н. Маттей, Г. Елин (рояль). Летом 1945 года Сара Горби пела в ресторане «Касино рюс» (Casino Russe). 19 ноября 1945 года состоялся «интимный концерт» Насти Поляковой «с участием друзей-артистов»; в концерте приняли участие Вася Фомин, бывшая участница парижского ансамбля Поляковой Люда Бокал, Сеня Караваев, Адя Кузнецов, Лёня Кальбус, Сара Горби (в это время регулярно выступавшая в ресторане «Корчма»), Миша Цыганов и Маруся Сава. 8 декабря общество взаимопомощи «Надежда» организовало концерт Сары Горби, М. Далматова и С. Короны. 19 декабря Сара Горби в сопровождении югославского гитариста Мирко Марковича выступила на 21-м годичном концерте-бале Кавказского общества.
9 марта 1946 года в большом зале «Клаб хауза» (150 Вест 85-я улица на Манхэттэне) прошёл «артистический вечер, устроенный Обществом приехавших из Европы, с большой и интересной программой, при участии известной певицы Сары Горби, в её интернациональном репертуаре; Лёни Кальбуса — известного гармониста, Миши Маркова — известного гитариста. Выступление Сары Горби — последнее в этом сезоне, артистка уезжает в Калифорнию». Осенью 1947 года Сара Горби вновь вернулась в Нью-Йорк после выступления в Чикаго и 31 октября в «Барбизон Плаза» (Barbison Plaza Hotel) дала свой первый концерт.
В 1948 году Сара Горби провела гастрольный сезон в Европе, давая концерты песни на идише в лагерях для перемещённых лиц. В «письмах издалека» певица писала о своих впечатлениях от увиденного: «Привет вам из разрушенного Касселя! Всякое человеческое воображение бледнеет перед действительностью… Жутко! Дала 23 концерта в 23 лагерях в 23 вечера! Разъезжаю в американском джипе, который трясёт меня до бесчувствия».
В 1949 году певица сама вернулась в Париж (её муж скончался в 1950 году на Гаити).

### Карьера на грамзаписи и послевоенные годы
Записываться на грампластинки Сара Горби начала не позднее начала 1940-х годов. Первоначально и по преимуществу её репертуар состоял из песен современных композиторов на стихи еврейских поэтов разных стран (включая и советских), пишущих на идише, в том числе Ицика Мангера, Исроэла Гойхберга, Зейлика Бардичевера, Мордхэ Гебиртига, Аврума Гольдфадена, Ицика Фефера, Мани Лейба, Мойше Кульбака, Зише Ландау, Шмерке Качергинского и многих других. На протяжении 1940-х годов эти песни были изданы множеством грампластинок на 78 оборотах, главным образом в США в сопровождении оркестров под управлением композитора Жака Метехена (Jacques Météhen, 1903—1986) и будущего директора консерватории в Сан-Франциско Робина Лауфера (Robin Laufer). Несколько реже исполняла и народные еврейские песни. Музыку к стихам некоторых поэтов Сара Горби сочинила сама, например «Овнт-лид» (Вечерняя песня) на стихи Ицика Мангера. Аранжировкой песен для Сары Горби в 1939—1943 годах занимался композитор Стефан Вольпе.
В числе самых первых записей Сары Горби также серия синглов на 78 оборотах на румынском языке в сопровождении Doina, Nusha & Gypsy Trail Orchestra (дирижёр Корнелиу Кудолбан). 1946-м годом датируются по всей видимости первые грамзаписи Сары Горби на русском языке, сделанные ещё в США — традиционные романсы, русские народные песни, а впоследствии и песни советских композиторов — Матвея Блантера («Катюша»), Исаака Дунаевского, Никиты Богословского («Тёмная ночь»), Тихона Хренникова («Есть на севере хороший городок»), фронтовые песни из репертуара Клавдии Шульженко («Синий платочек», «Давай закурим»), городские романсы из репертуара её земляка Петра Лещенко («Жизнь цыганская», «Хорош мальчик», «Чудо-чудеса»), цыганские романсы («Гори, гори, любовь цыганки») и другие. Исполняла она и песни современных ей эмигрантских авторов, например Василия Фомина («Всё смутилось»), а также писала собственные песни, но главным образом на «идише (например, Бессарабия» и «Фрейлехс»). Многие из этих записей сделаны в сопровождении ансамбля под управлением гитариста Н. С. Орловского (Nicholas Arlofsky Ensemble), в сопровождении которого записана и бо́льшая часть еврейских песен.
После образования государства Израиль Горби начала исполнять также и израильские песни на иврите в сопровождении оркестра Дидье Болана (Didier Boland et son orchestre), оставила многочисленные записи средневековых сефардских народных песен на ладино в сопровождении испанского гитариста Хосе Луиса (Jose Luis) и французского джазового гитариста Жана Боналя (Jean Bonal), композиций современной румынской и французской эстрады. В 1950-х годах на лейблах «Philips», «Арион», «O.S.I. Disques», «Barclay Disques», «Galton» и других начали выходить долгоиграющие грампластинки Сары Горби, старые записи на 78 оборотах фирмы «Melotone» переносились на новый долгоиграющий формат. Тогда же впервые появились магнитофонные записи песен Сары Горби в СССР. В 1953 году она была награждена премией le grand prix du disque.
В 1960 году она предприняла двухгодичные гастроли в Южной Америке, в ходе которых в Буэнос-Айрес также были записаны три долгоиграющие грампластинки еврейских песен, русских и цыганских романсов («Рецитал еврейских народных песен», «Русская таверна» и «Сара Горби в незабываемых творениях»). В этих записях участвовали оркестры под управлением канадско-аргентинского дирижёра Яши Гальперина (Jascha Galperin) и С. де Пальмы, аранжировки выполнил композитор Хорхе Андреани. В 1966 году фирмой грамзаписи Philips была выпущена грампластинка песен трагического периода Холокоста на идише (в том числе партизанского гимна Гирша Глика) «Зог нит кейн мол», впоследствии переизданная на компакт-диске. Затем выходят ещё две пластинки на русском языке с такими песнями, как «И кто его знает», «Валенки», «Бублички», «Мишка», «Дороги», «Серёжка с Малой Бронной» («Москвичи»), «Руки», «Не говорите мне о нём», «Астры осенние», «Под дугой колокольчик звенит», «Огоньки далекие» в сопровождении оркестра Жоржа Стреха (Georges Streha). Последние записи Сары Горби были сделаны в 1979 году.
В 1990-е годы ряд старых записей песен на идише, русских и цыганских романсов, сефардских песен были оцифрованы и переизданы на двух компакт-дисках фирмами «Арион» во Франции и Philips в США. Песни в исполнении Сары Горби были использованы в саундтреке кинокартины «Онегин» режиссёра Марты Файнс с Рэйфом Файнсом и Лив Тайлер в главных ролях (1999). Премия Сары Горби присуждается деятелям искусств, чьё творчество связано с языком идиш (среди награждённых — израильский композитор Даниэль Галай и поэт Лев Беринский).
В 1987 году профессор лингвистики Пенсильванского университета Эллен Принс опубликовала часто цитируемый социолингвистический количественный анализ хронологических изменений фонологии разговорного идиша в фонографическом репертуаре Сары Горби (см. Prince, E.F. 1987. Sarah Gorby, Yiddish Folksinger: A Case Study of Dialect Shift. International Journal of the Sociology of Language 67: 83-116), продемонстрировав последовательное, постепенное вытеснение специфически бессарабских языковых черт из языка певицы, в основном не затронувшее, однако, класс закрытых слов (предлогов, союзов и местоимений). Горби была, вероятно, единственным исполнителем еврейской песни, которая при звукозаписи использовала бессарабский диалект еврейского языка, а не общепринятый театральный стандарт.

## Грамзаписи

### Компакт-диски
- Les Inoubliables Chants Du Ghetto (Unforgettable Songs of the Ghetto — Незабываемые песни гетто, на идише, компакт-диск) в сопровождении музыкальных инструментов братьев Lasry-Baschet (Structures Sonores Lasry-Baschet). Arion: Франция, 1989; долгоиграющая пластинка — Philips/Mercury: США (под названием «Songs of the Ghetto. Years of Despair Sung in Yiddish by Sarah Gorby») и Philips: Франция (под названием «Les chants du ghetto», песни гетто), Ricordi: Франция («Les chants du ghetto»), 1966, Arion: Франция, Италия и Германия («Les Inoubliables chants du ghetto»), 1976.
- Russie Eternelle — Chansons Russes et Tziganes (Россия навсегда — русские и цыганские песни, на русском языке, компакт-диск). В сопровождении гитаристов Jose Luiz и H. Vaissière, оркестра и хора под управлением Жоржа Стреха. Arion: Франция, 1994 (долгоиграющая пластинка — 1964 и 1973).

### Долгоиграющие грампластинки
- Gaida Troika (айда, тройка). Arion: Франция.
- Romances Populaires Russes et Tziganes (Популярные русские и цыганские романсы). В сопровождении оркестра Николая Орловского (Nichloas Arlofsky Orchestra). O.S.I.
- Chansons Yiddish, Russes et Tziganes (Еврейские, русские и цыганские песни). С ансамблем Николая Орловского (Nicholas Arlofsky Ensemble). Trianon/Pathe: Франция.
- Cantique des cantiques (cantate hebraique). В сопровождении музыкальных инструментов Jacques Lasry (structures sonores de Jacques Lasry). Philips: Франция.
- [foto.radikal.ru/f.aspx?i=3aa578ed5a0c4906b41988e560df8251 Русские песни]. Romances Populaires Russes. С ансамблем Николая Орловского (Nicholas Arlofsky Ensemble). O.S.I. Disques: Франция.
- Sarah Gorby en sus creaciones inolvidables (Сара Горби в незабываемых творениях). Londisc: Аргентина, 1961.
- Taberna Rusa (Русская таверна). В сопровождении оркестра С. де Пальма (аранжировка Хорхе Андреани). Londisc: Аргентина, 1961.
- Recital De Canciones Folkloricas En Yidish (Рецитал еврейских народных песен на идише). Оркестр под управлением Яши Гальперина (аранжировка Хорхе Андреани). Londisc: Аргентина, 1962.
- Chants Judeo-Espagnoles Du XVI Siecles (Еврейско-испанские песни XVI столетия, на ладино). В сопровождении гитариста Jean Bonal, 1963.
- Songs of the Ghetto. Years of Despair Sung in Yiddish by Sarah Gorby (Песни гетто: Годы отчаяния, исполненные на идише Сарой Горби). Philips: США, 1966.
- Melodies of Israel with Didier Boland Orchestra (Мелодии Израиля с оркестром Дидье Болана, на иврите).
- דאָס ייִדישע ליד פֿון נעכטן און פֿון הײַנט — «Дос Идише Лид Фун Нэхтн Ун Фун һайнт» (Еврейская песня из прошлого и настоящего, на идише). Galton.
- Romanceros Judio-Españoles (Еврейско-испанские песни, на ладино). В сопровождении гитариста Jose Luis. Arion: Франция, 1974.

### На 78 оборотах
- Sinii platotchek. Elesdic.
- Дискография песен на идише, выпущенных на 78 оборотах